# Douglas McKay
Pour les articles homonymes, voir McKay.
James Douglas McKay, né le 24 juin 1893 à Portland (Oregon) et mort le 22 juillet 1959 à Salem (Oregon), est un homme politique américain. Membre du Parti républicain, il est maire de Salem entre 1932 et 1933, membre du Sénat de l'Oregon entre 1934 et 1938, gouverneur de l'Oregon entre 1949 et 1952 puis secrétaire à l'Intérieur entre 1953 et 1956 dans l'administration du président Dwight D. Eisenhower.

## Biographie
Douglas McKay est né à Portland dans l’Oregon. Il entre à l'université d'État de l'Oregon en 1913, et obtient un Bachelor of Science in Agriculture en 1917.